# Hermopolis Magna
Hermopolis Magna was de hoofdstad van de 15de nome van Opper-Egypte. Het ligt vlak bij de huidige plaats El Asjmoenein.
Hermopolis Magna was het belangrijkste cultuscentrum van de god Thoth. De Griekse naam is gebaseerd op de gelijkstelling van de god Thoth met de Griekse god Hermes, vandaar Hermopolis, 'Stad van Hermes'. De Grieken voegden er 'Magna', dit betekent 'de Grote', aan toe.
De meeste overgeleverde teksten en materiaal komen tot ons vanuit de Ptolemaeïsche periode. De archaïsche naam van Hermopolis was in het Oudegyptisch echter Chmoen of Chemennu of Khemnu (letterlijk de Achtstad), genoemd naar de achteenheid, of de Ogdoade van Hermopolis. Deze oergoden vertegenwoordigden de aspecten van de originele kosmos. 

De oude naam komt men tegen vanaf de 5e dynastie van Egypte en kan in feite nog veel vroeger teruggaan. Dit geeft een idee van de ouderdom van deze mythe.
Naast deze kosmologie bestonden er nog andere kosmologische systemen (zie: Egyptisch scheppingsverhaal).
Er bevinden zich nog fundamenten van de tempel van Thoth en enkele grote Bavianenstandbeelden van rood kwartsiet met de naam van Amenhotep III in een cartouche.